# Elecciones legislativas de Colombia
Las elecciones legislativas son en Colombia las elecciones en las cuales el pueblo elige a senadores y representantes ante el Congreso.
Estas elecciones permiten designar a:
- Miembros del Senado de la República, por circunscripción nacional.
- Miembros de la Cámara de Representantes, por circunscripción departamental.
- Representantes de Colombia en el Parlamento Andino (eligiéndose por voto popular desde los comicios de 2010).

## Historia
El sistema de elección del Congreso de Colombia ha variado a lo largo de la historia republicana del país.
Con la promulgación de la Constitución de Cúcuta, en el período de la Gran Colombia, el Congreso se elegía mediante voto indirecto, es decir, que los ciudadanos pudientes de cada parroquia votaban por un colegio electoral que elegía al Congreso. Esta medida persistió hasta 1853, cuando la constitución de la República de la Nueva Granada consagró el sufragio universal masculino para la elección de los congresistas.
Bajo los Estados Unidos de Colombia (1863-1886) se determinó que cada estado estaba en libertad de crear su propio sistema de elección de sus representantes. Con la Constitución de 1886 se volvió a unificar el sistema de elección, resultando que los Representantes se elegían mediante voto directo y los senadores eran elegidos por las Asambleas Departamentales. Este sistema se mantuvo hasta cuando se consagró el sufragio universal masculino para la elección de representantes (1936) y senadores (1945).
En 1958, se determinó que los escaños del Congreso se repartirían en igual proporción a los partidos tradicionales (liberal y conservador), además de ser la primera vez en la cual la mujer pudo elegir a los congresistas. Desde el Acto Legislativo n.º 1 de 1968, las elecciones legislativas estuvieron abiertas a todos los movimientos políticos y se extendió el periodo de los representantes de dos a cuatro años, la misma duración que tienen los senadores desde 1910.
Hasta 1986, las elecciones legislativas coincidían con las elecciones regionales, comicios estos últimos que sólo elegían diputados a las asambleas departamentales y concejales municipales. A partir de 1986 se aprobó la elección de alcaldes junto con las elecciones legislativas. Con la Constitución de 1991, se separaron las elecciones regionales de las elecciones legislativas, las cuales empezaron a celebrarse cada cuatro años a partir de 1994 eligiendo a la totalidad del Senado y la Cámara de Representantes.
La nueva constitución también determinó que el Senado se elige mediante circunscripción nacional, junto con dos escaños de circunscripción especial indígena. Por su parte, la Cámara agregó a los representantes de cada departamento, la elección de representantes el Distrito Capital de Bogotá y escaños adicionales para comunidades indígenas, afrocolombianos y desde 2002, comunidades colombianas en el exterior y minorías políticas.
Desde 2018 En el Senado de la República se eligien 108 senadores, de los cuales 100 son de circunscripción nacional, dos de circunscripción especial indígena, cinco que representan al partido FARC (tras lo acordado en el proceso de paz de La Habana), y un senador restante quién será el candidato a la Presidencia de la República que ocupe el segundo lugar de las votaciones para elegir Presidente.
En la Cámara de Representantes se eligien 171 parlamentarios, de los cuales 161 corresponden a los 32 departamentos y al Distrito Capital, dos por la circunscripción de las comunidades afrodescendientes, uno por la circunscripción de las comunidades indígenas, y uno por la circunscripción internacional. El número de representantes se completa con cinco que representan al partido FARC, y la última curul se le otorgará a la fórmula vicepresidencial que ocupe el segundo lugar en las votaciones de para elegir Presidente.

## Elecciones legislativas
| Constitución         | Tipo de sufragio            | Características de las elecciones. | Fechas                                                     |
| -------------------- | --------------------------- | --- | ---------------------------------------------------------- |
| Constitución de 1886 | voto censitario y masculino | Elección de representantes por voto directo y los senadores por voto indirecto.                                                                            | 1931 • 1933 • 1935                                         |
| Constitución de 1886 | voto censitario y masculino | Elección de representantes y senadores por Voto universal únicamente masculino.                                                                            | 1937 • 1939 • 1941 • 1943 • 1945 • 1947 1949 • 1951 • 1953 |
| Constitución de 1886 | Voto universal              | Elección restringida y bipartidista bajo los acuerdos del Frente Nacional, Voto universal.                                                                 | 1958 • 1960 • 1962 • 1964 • 1966 • 1968 1970               |
| Constitución de 1886 | Voto universal              | Elección abierta a todos los partidos políticos. | 1974 • 1978 • 1982                                         |
| Constitución de 1886 | Voto universal              | Elección de alcaldes junto con las elecciones legislativas.                                                                                                | 1986 • 1990                                                |
| Constitución de 1991 | Voto universal              | Elección legislativas con circunscripciones especiales indígena y afrocolombianos.                                                                         | 1994 • 1998                                                |
| Constitución de 1991 | Voto universal              | Elección legislativas con circunscripciones especiales indígena , afrocolombianos y colombianos en el exterior.                                            | 2002 • 2006                                                |
| Constitución de 1991 | Voto universal              | Elección legislativas con circunscripciones especiales y Parlamento Andino                                                                                 | 2010 • 2014                                                |
| Constitución de 1991 | Voto universal              | Elección legislativas con circunscripciones especiales y Parlamento Andino más cinco curules para el partido FARC de acuerdo con el tratado de paz de 2016 | 2018 • 2022                                                |